# Physconia californica
Physconia californica är en lavart som beskrevs av Essl. Physconia californica ingår i släktet Physconia och familjen Physciaceae.   Inga underarter finns listade i Catalogue of Life.